# Ċ
Ċ (minúscula: ċ) es una letra adicional del alfabeto latino formada a partir de una C con la adición de un punto diacrítico por encima. 

## Uso
Se usa en maltés para representar una africada palato-alveolar sorda, equivalente a la ch del Idioma español representa una africada postalveolar sorda ([t͡ʃ]), para la cual muchos otros idiomas usan Č como checo, eslovaco, bosnio, croata y montenegrino.
También se utiliza en las transcripciones modernas del inglés antiguo por la misma razón, para distinguirlo de la c pronunciada como [k], que de otro modo se escribe igual. Su equivalente sonoro es Ġ.
Ċ se usaba anteriormente en irlandés para representar la forma lenificada de la letra C. El dígrafo ch, que es más antiguo que ċ en esta función en irlandés, es el que se usa ahora.
Ċ también se usa en el alfabeto latino del idioma checheno y el idioma karmeli desde 1992. El equivalente cirílico es ЦӀ que representa el sonido [tsʼ].

## Unicode
En Unicode ocupa las posiciones U+010A y U+010B.
| Carácter      | Ċ                                     | Ċ                                     | ċ                                   | ċ                                   |
| ------------- | ------------------------------------- | ------------------------------------- | ----------------------------------- | ----------------------------------- |
| Unicode       | LATIN CAPITAL LETTER C WITH DOT ABOVE | LATIN CAPITAL LETTER C WITH DOT ABOVE | LATIN SMALL LETTER C WITH DOT ABOVE | LATIN SMALL LETTER C WITH DOT ABOVE |
| Codificación  | decimal                               | hex                                   | decimal                             | hex                                 |
| Unicode       | 266                                   | U+010A                                | 267                                 | U+010B                              |
| UTF-8         | 196 138                               | C4 8A                                 | 196 139                             | C4 8B                               |
| Ref. numérica | &#266;                                | &#x10A;                               | &#267;                              | &#x10B;                             |